# 계양대교
계양대교(桂楊大橋)는 인천광역시 계양구 귤현동부터 장기동까지 이어진 다리로, 아라천 (경인 아라뱃길)을 지난다. 길이는 약 1km이며, 아래에 국토종주 자전거길의 휴식처가 있다.

## 특징
이 교량은 장제로에 포함되어 있다. 근처에 아라마루와 다남교가 있으며, 장기동 부분에 지방도 제307호선 표지판의 흔적이 남아있다.